# Kungliga begravningsplatsen

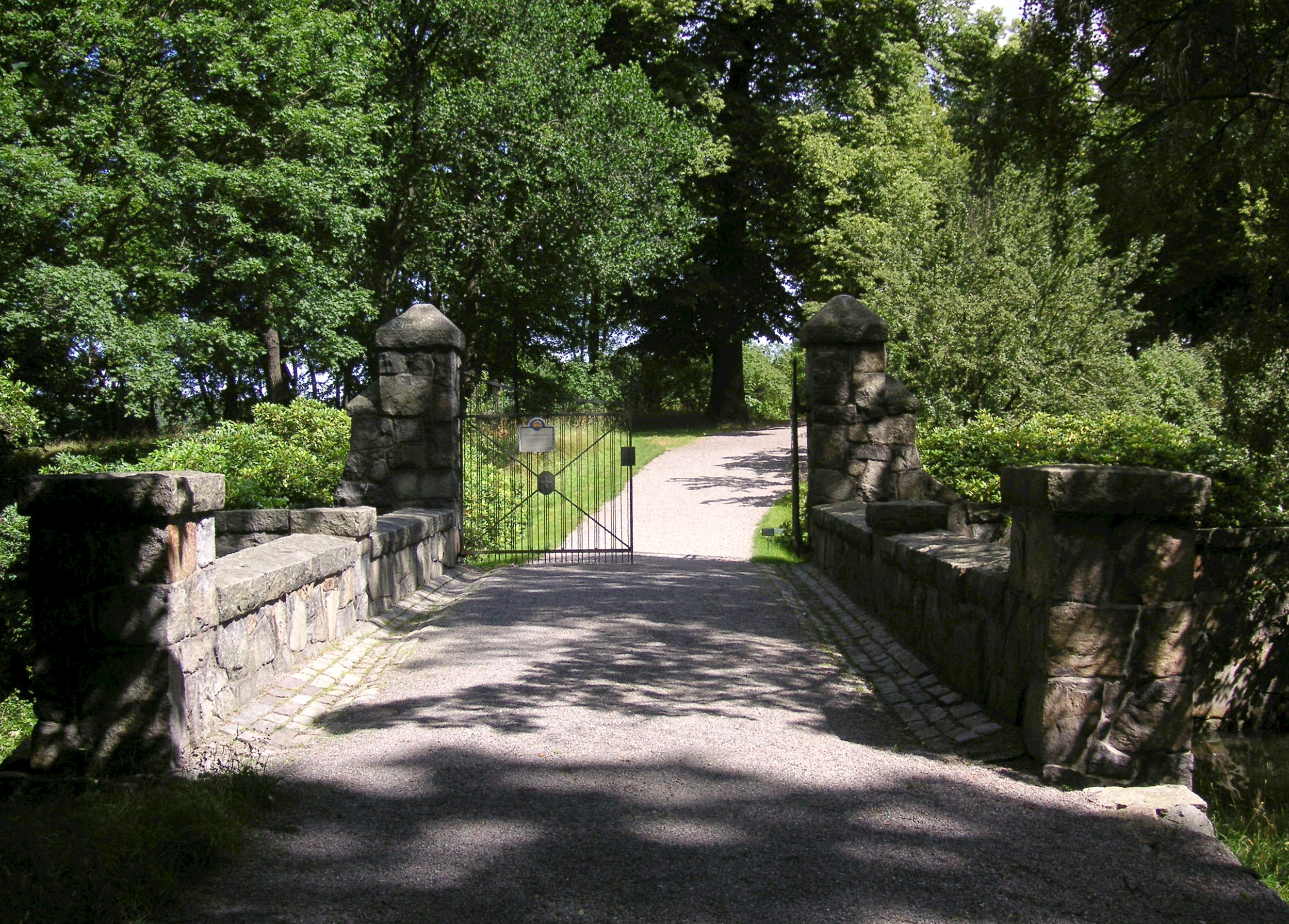
Most a brána na hřbitov v parku Haga

Kungliga begravningsplatsen (česky: Královský hřbitov) byl poprvé použit v roce 1922 a od roku 1950 je jediným oficiálním pohřebištěm švédské královské rodiny, čímž nahradil Riddarholmenský kostel. Zabírá celý ostrůvek Karlsborg v zátoce Brunnsviken. Hřbitov je součástí oblíbeného parku Haga v Solně ve Švédsku.
Můstek z parku na ostrov a velký křížový pomník u nejvyššího hrobu navrhl Ferdinand Boberg.

## Pohřby

### Pohřbeni na hřbitově
- Korunní princezna Markéta, vévodkyně ze Skåne (rozená Markéta z Connaughtu; 1882–1920), první manželka krále Gustava VI. Adolfa
- Princ Gustav Adolf, vévoda z Västerbottenu (1906–1947), syn krále Gustava VI. Adolfa
- Princ Karel, vévoda z Västergötlandu (1861–1951), syn krále Oskara II.
- Princezna Ingeborg, vévodkyně z Västergötlandu (rozená Ingeborg Dánská; 1878–1958), vdova po princi Karlovi, vévodovi z Västergötlandu
- Královna Luisa Švédská (rozená Luisa Mountbattenová; 1889–1965), druhá manželka krále Gustava VI. Adolfa
- Princezna Sibyla, vévodkyně z Västerbottenu (rozená Sibyla Sasko-Kobursko-Gothajská; 1908–1972), vdova po princi Gustavovi Adolfovi, vévodovi z Västerbottenu
- Král Gustav VI. Adolf Švédský (1882–1973), syn krále Gustava V.
- Princ Bertil, vévoda z Hallandu (1912–1997), syn krále Gustava VI. Adolfa
- Sigvard Bernadotte, rozený švédský princ (1907–2002), syn krále Gustava VI. Adolfa
- Princ Karel Bernadotte (1911–2003), syn prince Karla, vévody z Västergötlandu
- Karel Jan Bernadotte, rozený švédský princ (1916–2012), syn krále Gustava VI. Adolfa
- Princezna Liliana, vévodkyně z Hallandu (rozená Lillian May Daviesová; 1915–2013), vdova po princi Bertilovi, vévodovi z Hallandu
- Princezna Kristine Bernadottová (rozená Kristine Rivelsrudová; 1932–2014), vdova po princi Karlovi Bernadotte
- Gunnila Bernadottová (rozená Gunnila Wachtmeisterová af Johannishus; 1923–2016), vdova po Karlu Janovi Bernadotte

### Rodina pohřbena jinde (od roku 1922)
- Královna Viktorie Švédská (rozená Viktorie Bádenská; 1862–1930), manželka krále Gustava V., pohřbena v Riddarholmenském kostele
- Princezna Ebba Bernadottová (rozená Ebba Muncková af Fulkila; 1858–1946), manželka prince Oskara Bernadotte, pohřbena na stockholmském Severním hřbitově v Solně
- Princ Evžen, vévoda z Närke (1865–1947), syn krále Oskara II., popel pohřben ve Waldemarsudde
- Král Gustav V. Švédský (1858–1950), syn krále Oskara II., pohřben v Riddarholmenském kostele
- Princ Oskar Bernadotte (1859–1953), syn krále Oskara II., pohřben na stockholmském Severním hřbitově v Solně
- Princ Vilém, vévoda ze Södermanlandu (1884–1965), syn krále Gustava V., pohřben na hřbitově Flen ve Flenu se svou snachou Karin Bernadottovou
- Lennart Bernadotte (rozený švédský princ; 1909–2004), syn prince Viléma, vévody ze Södermanlandu, pohřben v Mainau se svou druhou manželkou Sonjou Bernadottovou a matkou Marií Ruskou (bývalá švédská princezna)

## Veřejný přístup
Ostrov a veřejné prostory parku Haga jsou součástí chráněné oblasti Královského národního městského parku Solny a Stockholmu. Samotný park je veřejný, celoročně otevřený pro návštěvníky zdarma; hřbitov je otevřen pro návštěvníky od května do srpna (čtvrtky 13:00 až 15:00).

## Galerie

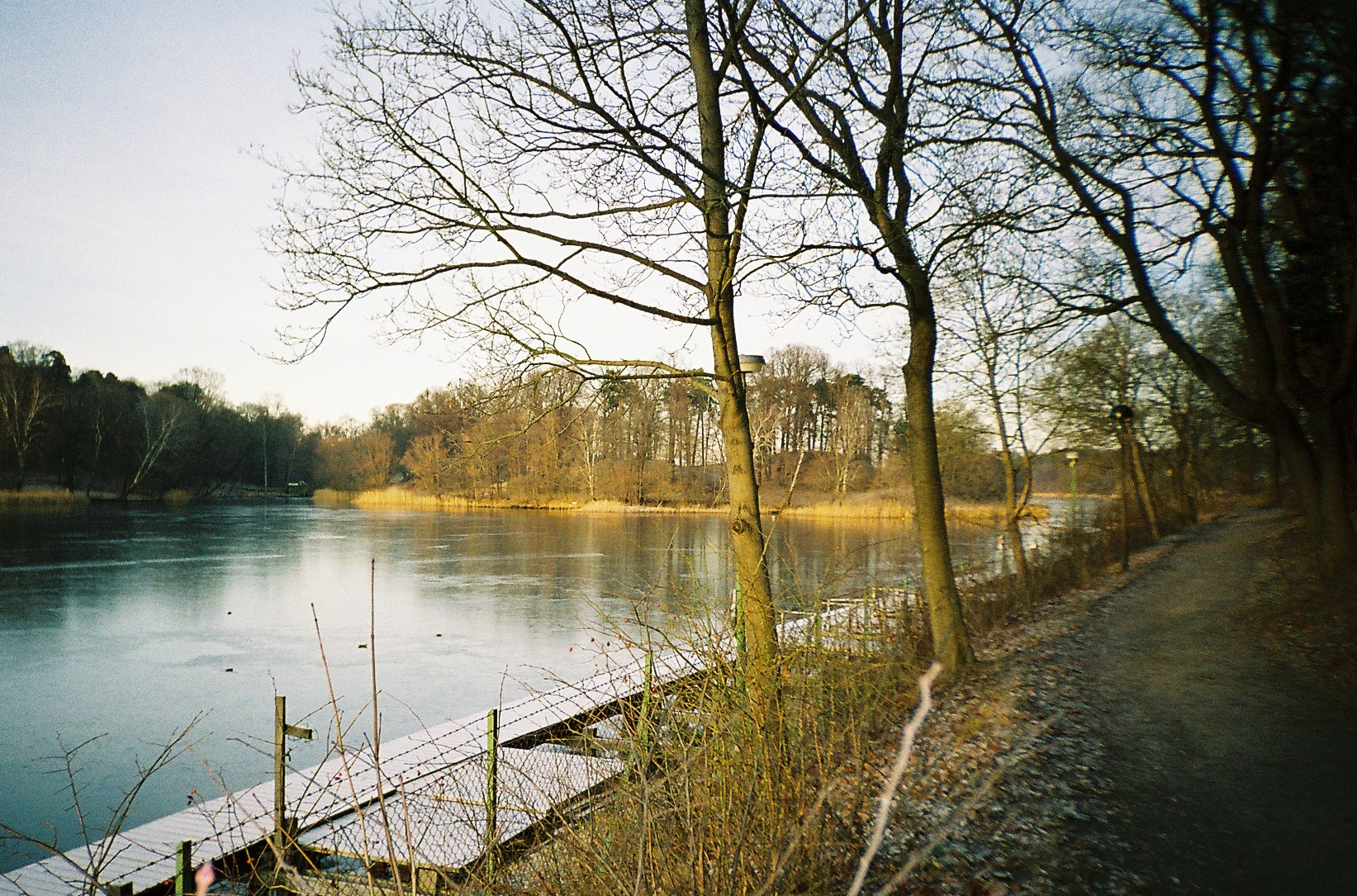
Ostrov Karlsborg v zimě
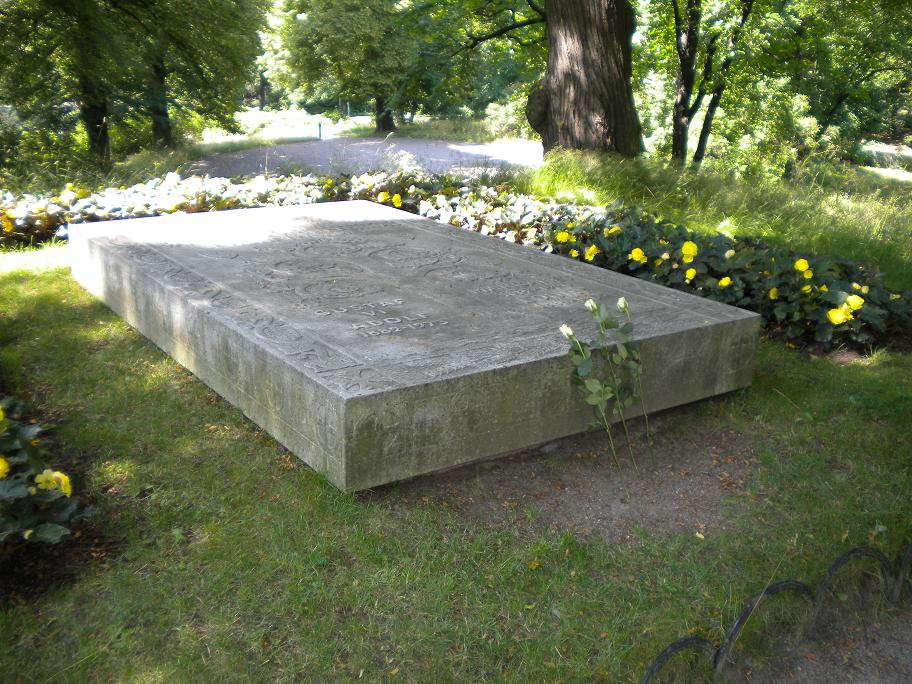
Hrob krále Gustava VI. Adolfa, královny Luisy a korunní princezny Markéty
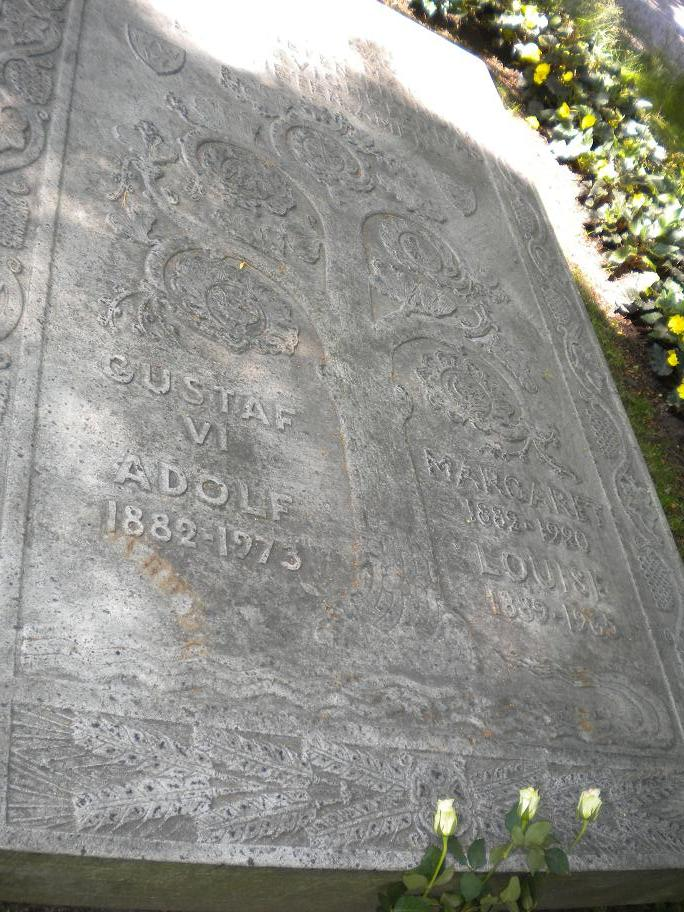
Detailní záběr na hrob krále Gustava VI. Adolfa, královny Luisy a korunní princezny Markéty
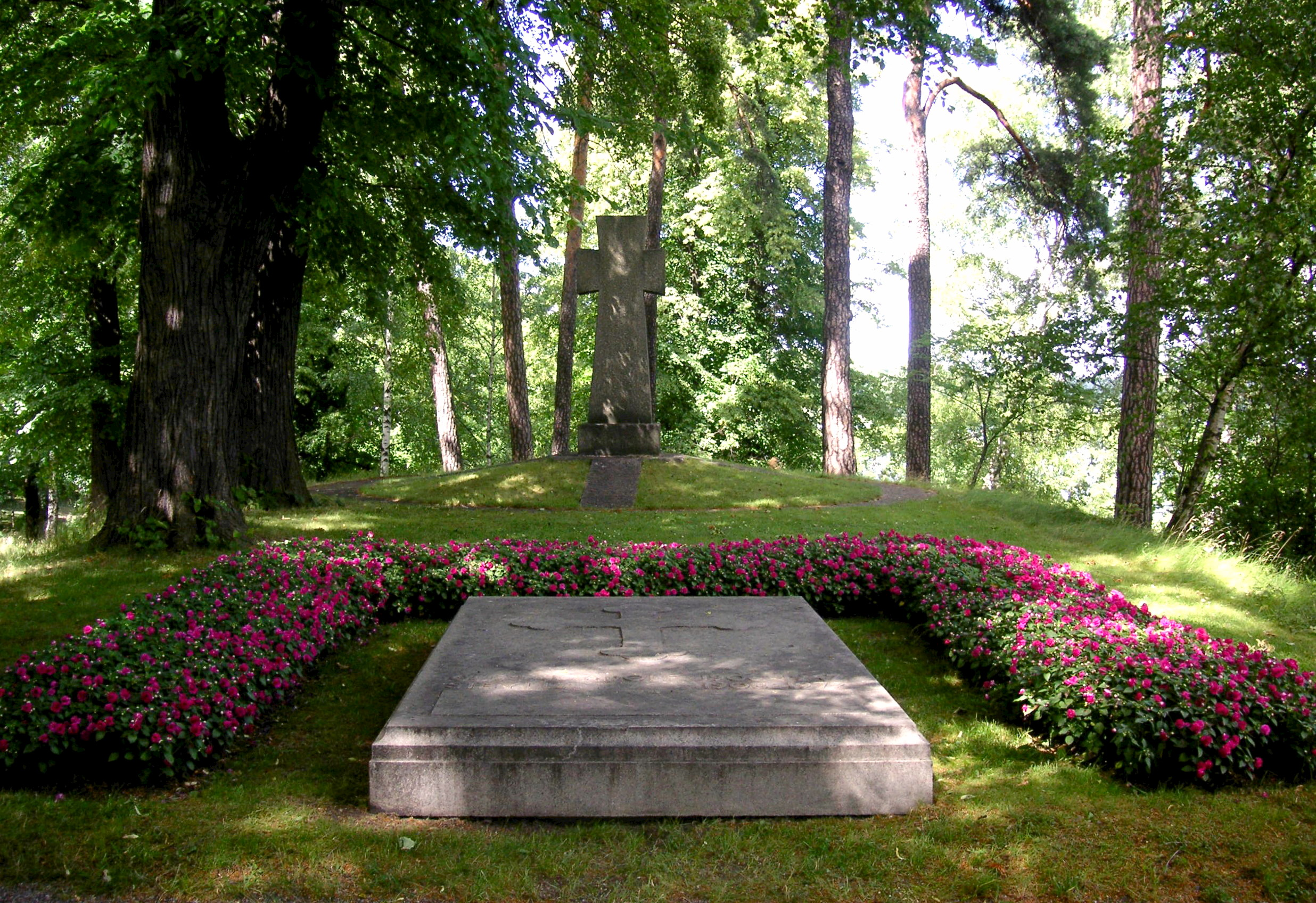
Hrob prince Gustava Adolfa a princezny Sibyly, rodičů současného krále Karla XVI. Gustava Švédského
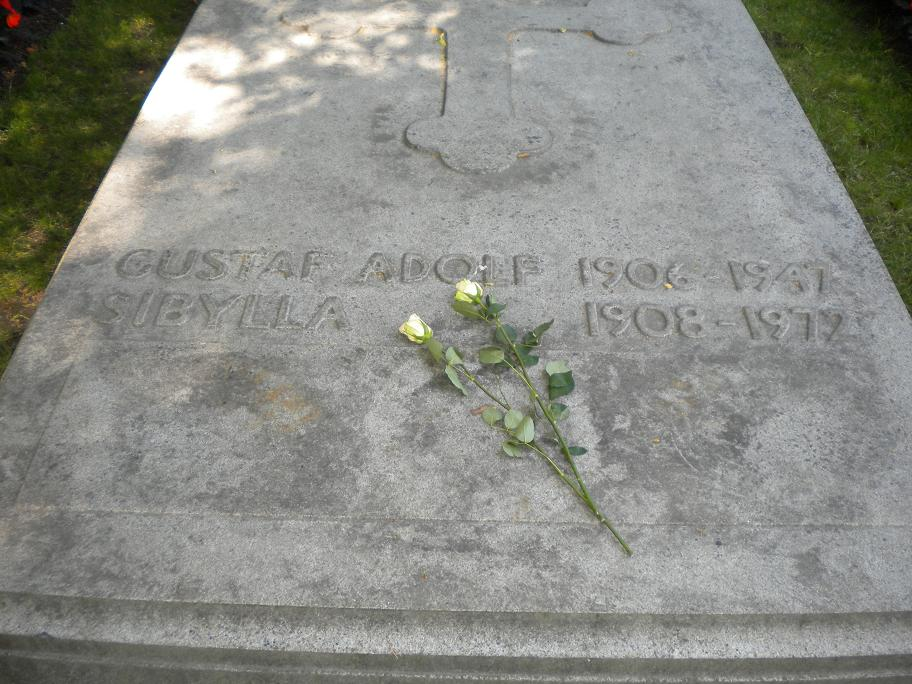
Detailní záběr na hrob prince Gustava Adolfa a princezny Sibyly
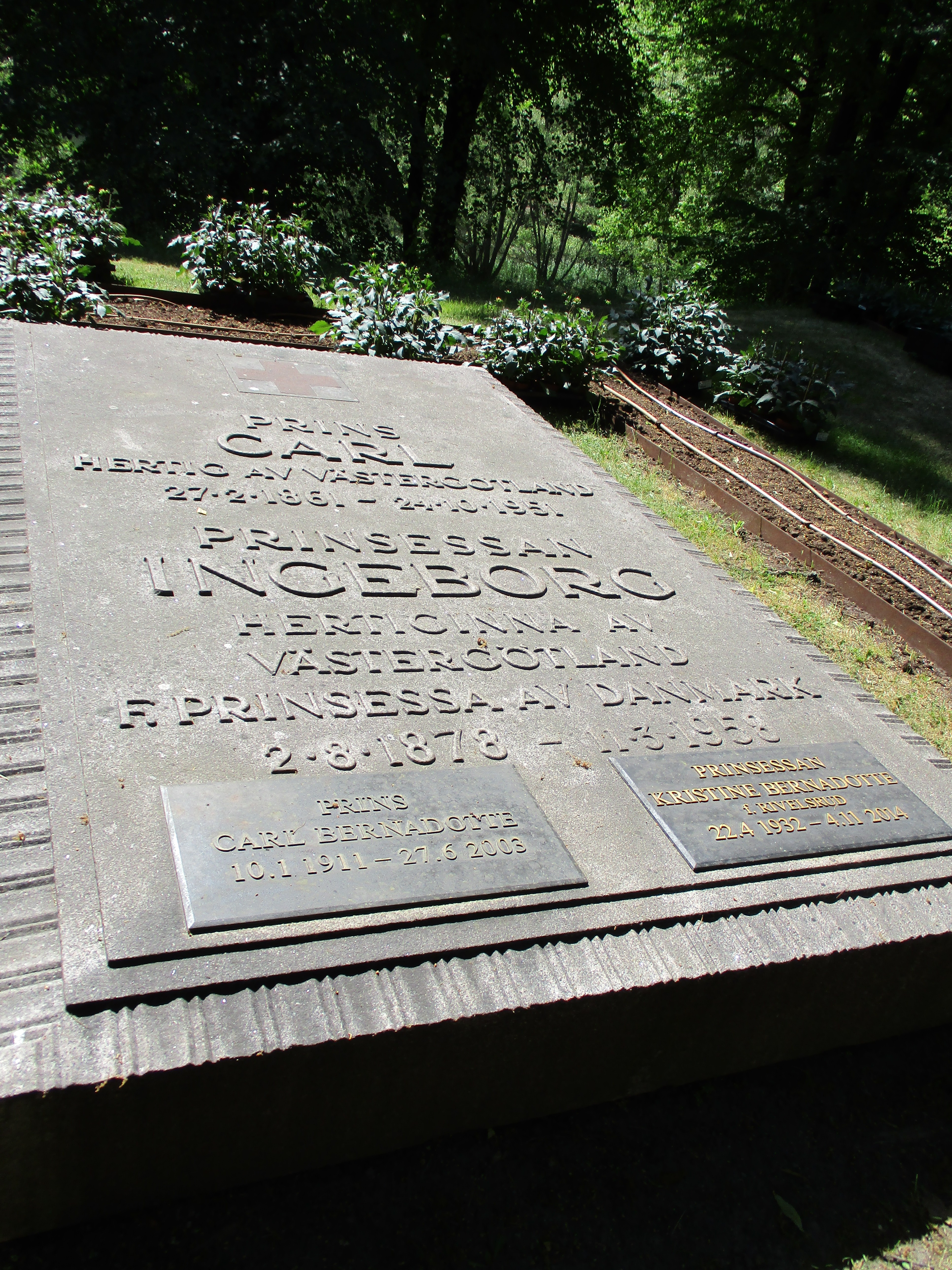
Hrob prince Karla a princezny Ingeborg, jejich syna Karla Bernadotte a jeho manželky Kristiny Bernadottové
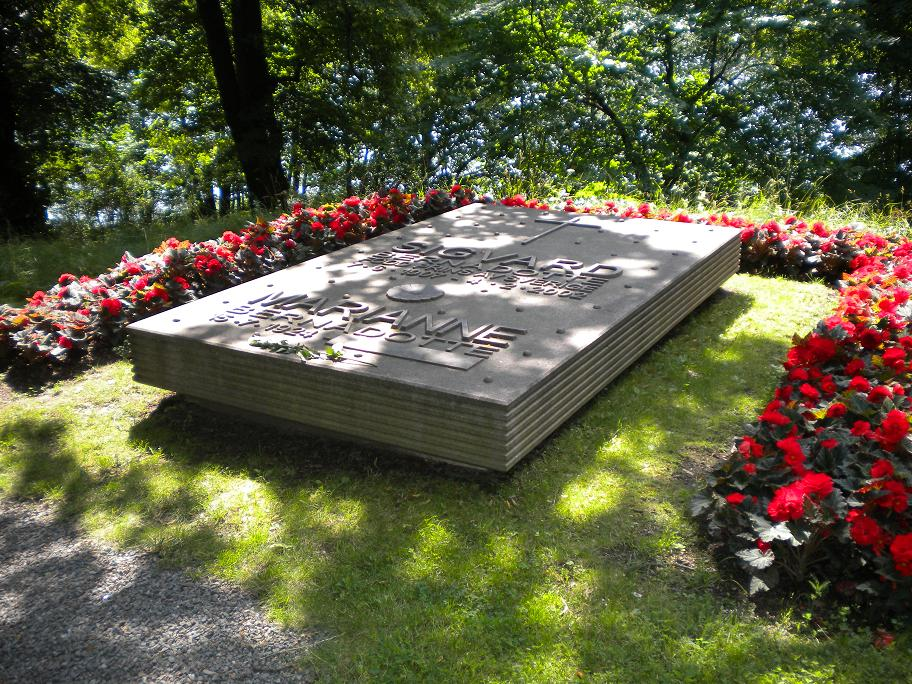
Hrob Sigvarda Bernadotta
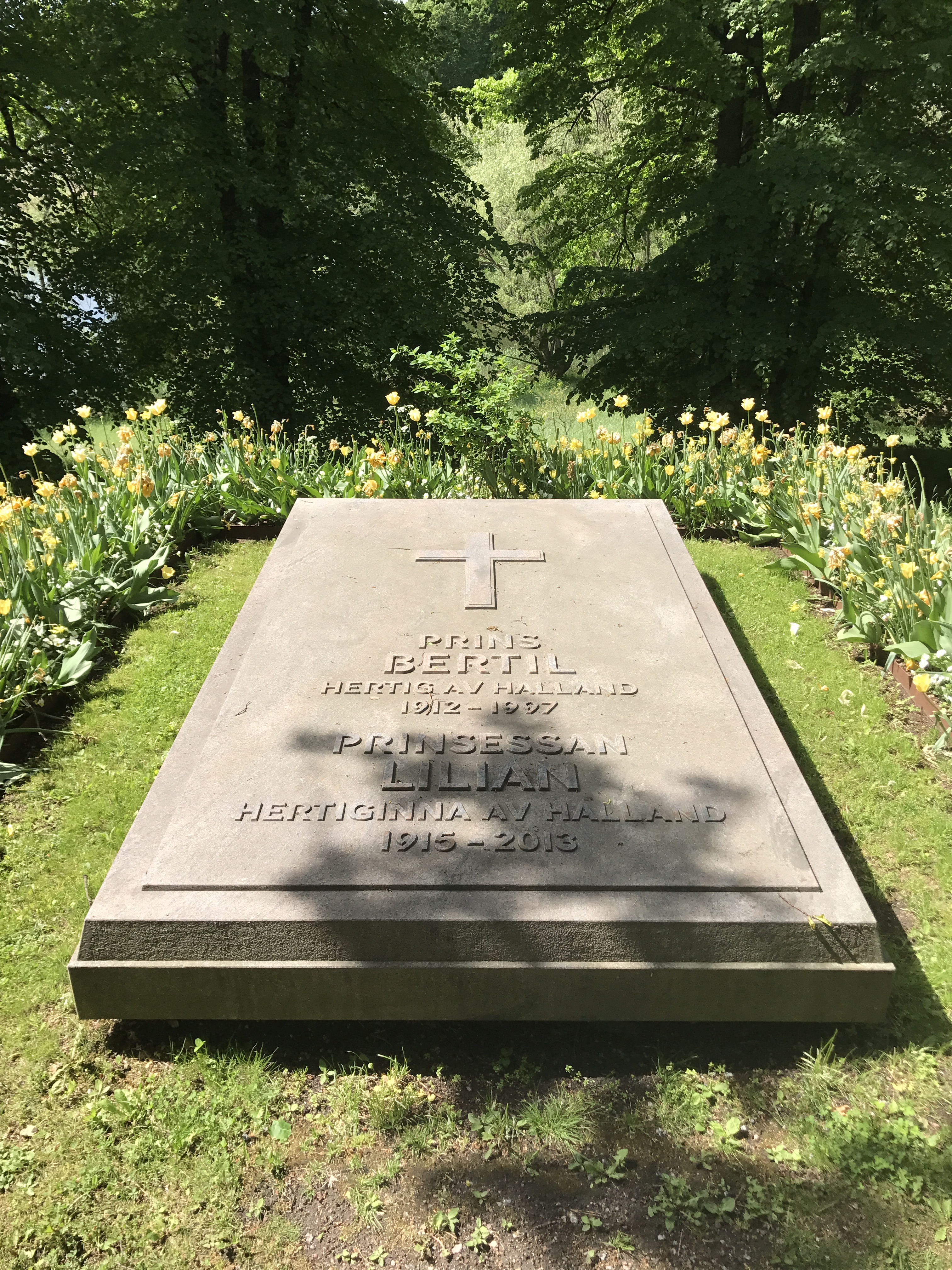
Hrob prince Bertila a princezny Liliany
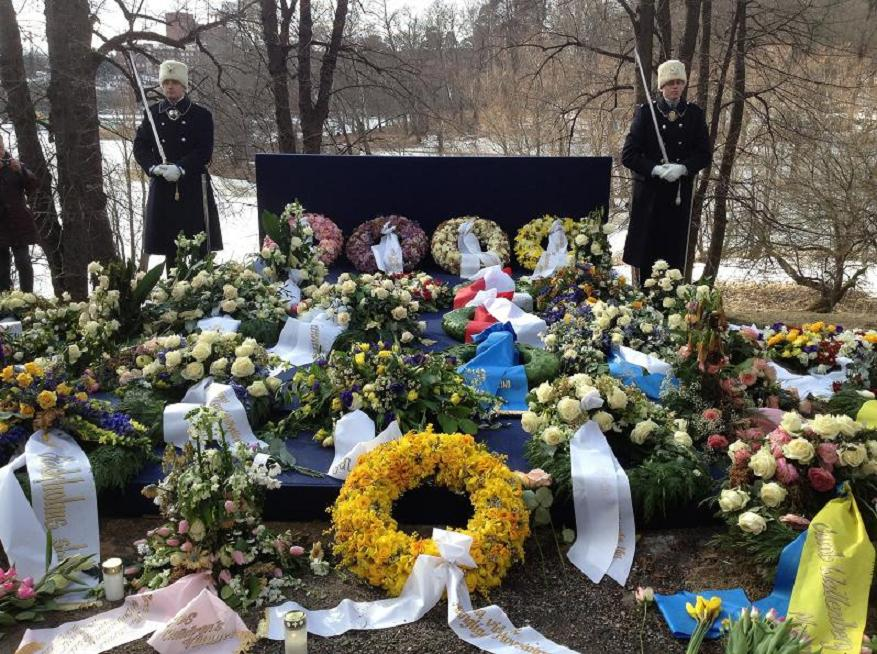
Čestná stráž u hrobu princezny Liliany po jejím pohřbu v roce 2013
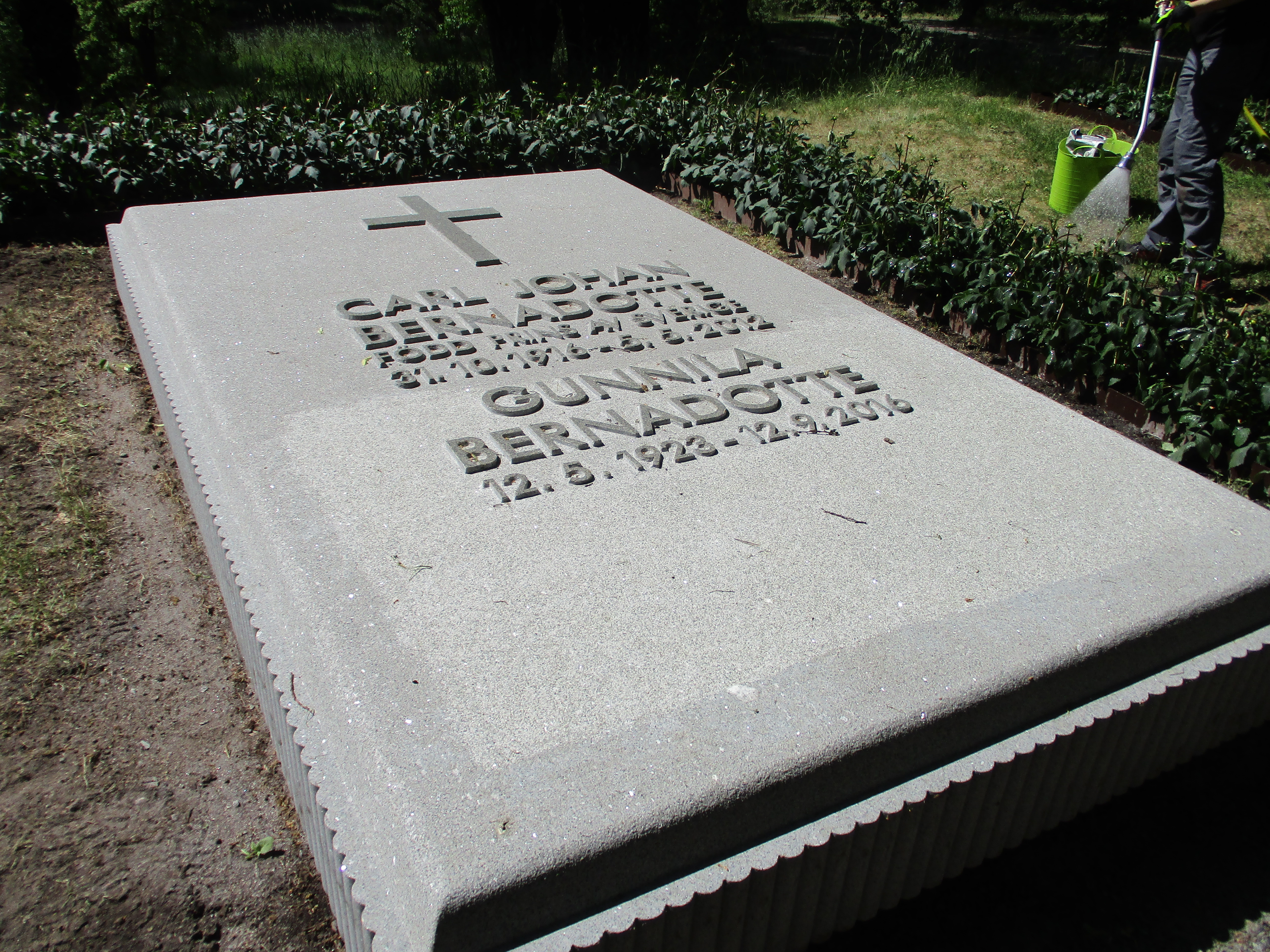
Hrob Karla Jana Bernadotte a jeho manželky Gunnily Bernadottové
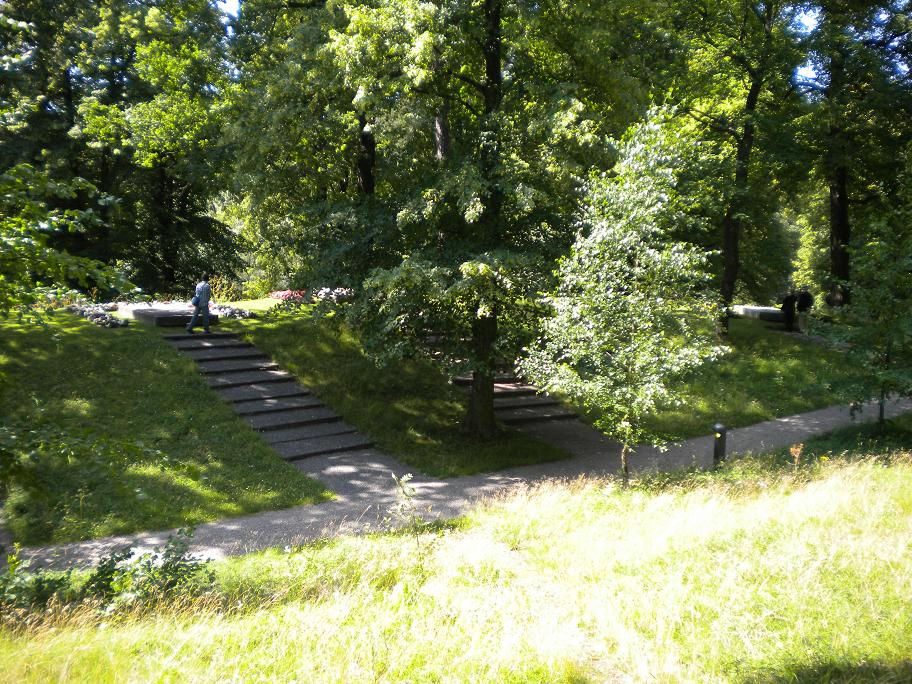
Schodiště a chodníky na hřbitově